# ایوان لوینسکی
ایوان لوینسکی (اوکراینی: Іва́н Іва́нович Леви́нський؛ ۶ ژوئیهٔ ۱۸۵۱ – ۴ ژوئیهٔ ۱۹۱۹) معمار اهل اتریش-مجارستان بود.